# Kurt Nilsen
Kurt Erik Kleppe Nilsen (29 de Setembro de 1978, Bergen) é um cantor, compositor e multi-instrumentista norueguês, residente na Gaupås no bairro Arna em Bergen. Ganhou a versão norueguesa do Idol, transmitida  na TV2 em Maio de 2003. Antes do Idol, participou da banda Fenrik Lane, onde lançou 2 álbuns. O single "She's So High" foi direto em primeiro lugar na lista da VG-listen topp 20 e foi o single mais vendido na Noruega por muito tempo. Seu álbum de estreia, intitulado apenas de I (Eu) (2003) continha uma grande quantidade de material de autoria própria e foi também um sucesso.
Mais tarde, ganhou o World Idol em Janeiro de 2004, onde bateu concorrentes de dez outros países e fez pontuação máxima de dez dos onze países, no dia 25 de Dezembro. Ian Dickson, juiz australiano, disse: "Você tem a voz de um anjo, mas a aparência de um Hobbit. Se esta for caminhada  será o ídolo do Mundo Inteiro.", frase que marcou sua trajetória nos programas Idol e World Idol.
Em Janeiro 2005, separou-se de Kristine Jacobsen, com quem, depois   de 11 anos de convivência,  teve dois filhos: Marte (n. 1997) e Erik (n 2000). Em janeiro de 2006, sua nova namorada deu à luz seu terceiro filho, Lucas. Eles se casaram no final daquele ano.
Em 2006 ele excursionou e tocou com Espen Lind, Alejandro Fuentes e Askil Holm. Juntos, eles fizeram a turnê Hallelujah Live, que consiste de várias covers. Em 2006 Kurt também foi nomeado para o Grammy em 2007 com o hit "Push Push" para o Prêmio Grammy em 2007. Em 2009 repetiu sua turnê com Espen Lind, Alejandro Fuentes e Askil Holm, lançando a turnê Hallelujah Live - Volume 2

## Discografia
Fenrik Lane
- 1998: Shoe (Banda ainda sob o nome de Breed)
- 2002: Come Down Here

Carreira Solo
- 2003: I
- 2004: A part of me
- 2006: Hallelujah Live (com Espen Lind, Alejandro Fuentes e Askil Holm)
- 2007: Push Push
- 2008: Rise to the Occasion
- 2009: Hallelujah Live - Volume 2 (com Espen Lind, Alejandro Fuentes e Askil Holm)
- 2010: Have Yourself a Merry Little Christmas
- 2013: Inni en god periode
- 2013: Kurt Nilsen Live

## Singles
- 2003: She's So High
- 2004: Here She Comes
- 2004: Before You Leave
- 2005: Never Easy
- 2007: Push Push